# Proceratophrys redacta
Espèce
Proceratophrys redacta est une espèce d'amphibiens de la famille des Odontophrynidae.

## Répartition
Cette espèce est endémique de Bahia au Brésil. Elle se rencontre dans la Chapada Diamantina.

## Publication originale
- Teixeira, Amaro, Recoder, Vechio & Rodrigues, 2012 : A new dwarf species of Proceratophrys Miranda-Ribeiro, 1920 (Anura, Cycloramphicae) from the highlands of Chapada Diamantina, Bahia, Brazil. Zootaxa, no 3551, p. 25-42.